# Josep Renom i Costa
Josep Renom i Costa (Sabadell, 22 de novembre de 1880 - 11 de març de 1931) fou un arquitecte sabadellenc. Era germà de l'arqueòleg Vicenç Renom.

## Biografia
Nascut al carrer de la Salut, 5, era fill del mestre d'obres Francesc Renom Romeu i de Joaquima Costa Sallent. Feu els primers estudis als Escolapis de Sabadell, el batxillerat al col·legi del Collell –a la Garrotxa– i després cursà la carrera d'arquitectura a Barcelona. A partir del 1910, i durant vint-i-un anys, fins que va morir, ocupà el càrrec d'arquitecte municipal de Sabadell. En aquests anys projectà grans obres per a Sabadell, i que encara es conserven com, per exemple, el Mercat Central, la urbanització dels Jardinets a la plaça del Doctor Robert i el projecte de la Torre de l'Aigua juntament amb l'enginyer Izard.
A Camprodon és autor de Can Suris, o l'edifici de les monges (1912), una casa d'estil modernista-historicista que fou inicialment un magatzem de vins i licors del vilafranquí Jaume Serra.
Figura entre els artistes que l'any 1915 van participar en la contraexposició de caràcter acadèmic que l'Acadèmia de Belles Arts de Sabadell va organitzar a l'antic teatre de la Lliga Regionalista, com a resposta i confrontació amb les idees de l'exposició Art Nou Català que simultàniament es presentava a la ciutat.
En l'Almanac de les Arts de 1924 es va reproduir un projecte decoratiu per a l'església del Colell.
L'any 1928 va realitzar un projecte per a l'eixamplament del que havia d'ésser el Sabadell del futur, en el qual es pretenia convertir el bosc de Can Feu en un gran parc públic i els terrenys de Ca n'Oriac en una zona residencial. Malauradament, l'adveniment de la Guerra Civil espanyola va impedir la seua materialització.
Durant molt de temps va compaginar les seues tasques d'arquitecte i urbanista amb les de professor de l'Escola Industrial de Sabadell.
A l'hemeroteca de l'Arxiu Històric de Sabadell hi ha un fons de Josep Renom i Costa de revistes estrangeres d'arquitectura del finals del segle xix. L'1 de gener de 1939 Sabadell dedicà un carrer del Centre al seu nom.

## Exposicions
- 1915. Exposició 1915. Acadèmia de Belles Arts de Sabadell, antic teatre Lliga Regionalista de Sabadell.[8]
- 1918. Es documenta un Josep Renom participant en l'Exposició d'Art al Palau de Belles Arts de Barcelona.[9]
- 1929. Galeria Busquets, Barcelona.[10]